# Černíkovice (okres Rychnov nad Kněžnou)
Černíkovice (německy Tschernikowitz) jsou obec, která se nachází v okrese Rychnov nad Kněžnou v Královéhradeckém kraji. Žije zde 816 obyvatel.

## Historie
První písemná zmínka o obci pochází z roku 1369, kdy byla majetkem Jana Ovčíře ze Žampachu, sídlícího na hradě ze 13. století. Ves, nazvaná podle zakladatele jménem Černík, se až do začátku 14. století nazývala Grunov. Již v polovině 14. století měla farní kostel. Pod hradem byla kolem roku 1560 postavena nová tvrz a pak na jejím místě zámek.
Dne 24. března 1945 spadl u této obce americký bombardovací letoun B-17G Laetitia, který směřoval z italské základny k Berlínu. O pozůstatky letounu se zajímal již od roku 1960 soukromý badatel Libor Pařízek. Vědecky byl vrak letounu prozkoumán v rámci záchranného průzkumu až v lednu roku 2017.

## Pamětihodnosti
- Zámek Černíkovice – rozšířením renesanční tvrze vznikla jednopatrová dvoukřídlá klasicistní stavba z let 1822–1825, architekt Heinrich Koch, západně od zámku stál hospodářský dvůr zbouraný v 70. letech 20. století; zámek obklopuje anglický park s glorietem, upraveným na vyhlídkovou věž
- Kostel Povýšení svatého Kříže – raně barokní stavba z let 1648–1652, architekt Carlo Lurago (?), vystavěná na náklady majitele panství Jindřicha Kraffta z Lämmelsdorfu; na hlavním oltáři obraz od Josefa Berglera (před 1790), boční oltáře Panny Marie (1797) a sv. Jana Nepomuckého (1804); mramorový figurální náhrobek Matyáše Dobše z Olbramovic z roku 1579 (původně tumba, nyní rozděleno); mramorová křtitelnice z poloviny 17. století
- Budova školy a fary pod kostelem – jednopatrová z roku 1848
- Kamenný krucifix – Boží muka z roku 1833, autor kameník J. Štěpán z Potštejna
- zbytky zaniklé tvrze – okrouhlé tvrziště na zahradě domu čp.17

## Části obce
- Černíkovice
- Domašín

Od 1. ledna 1981 do 23. listopadu 1990 k obci patřily i Libel a Třebešov.

## Galerie

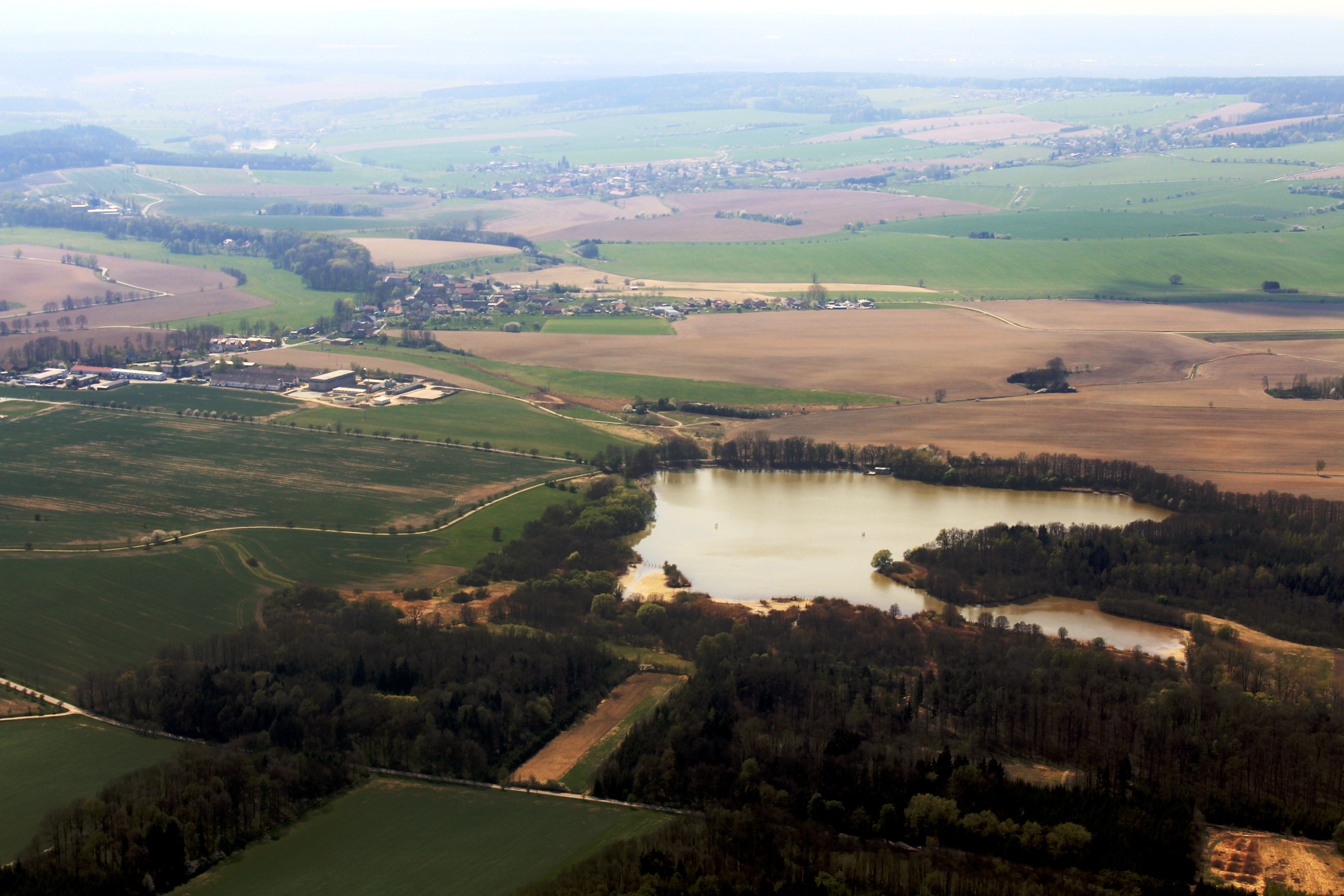
Černíkovice přes Černíkovický rybník, v pozadí obec Lično
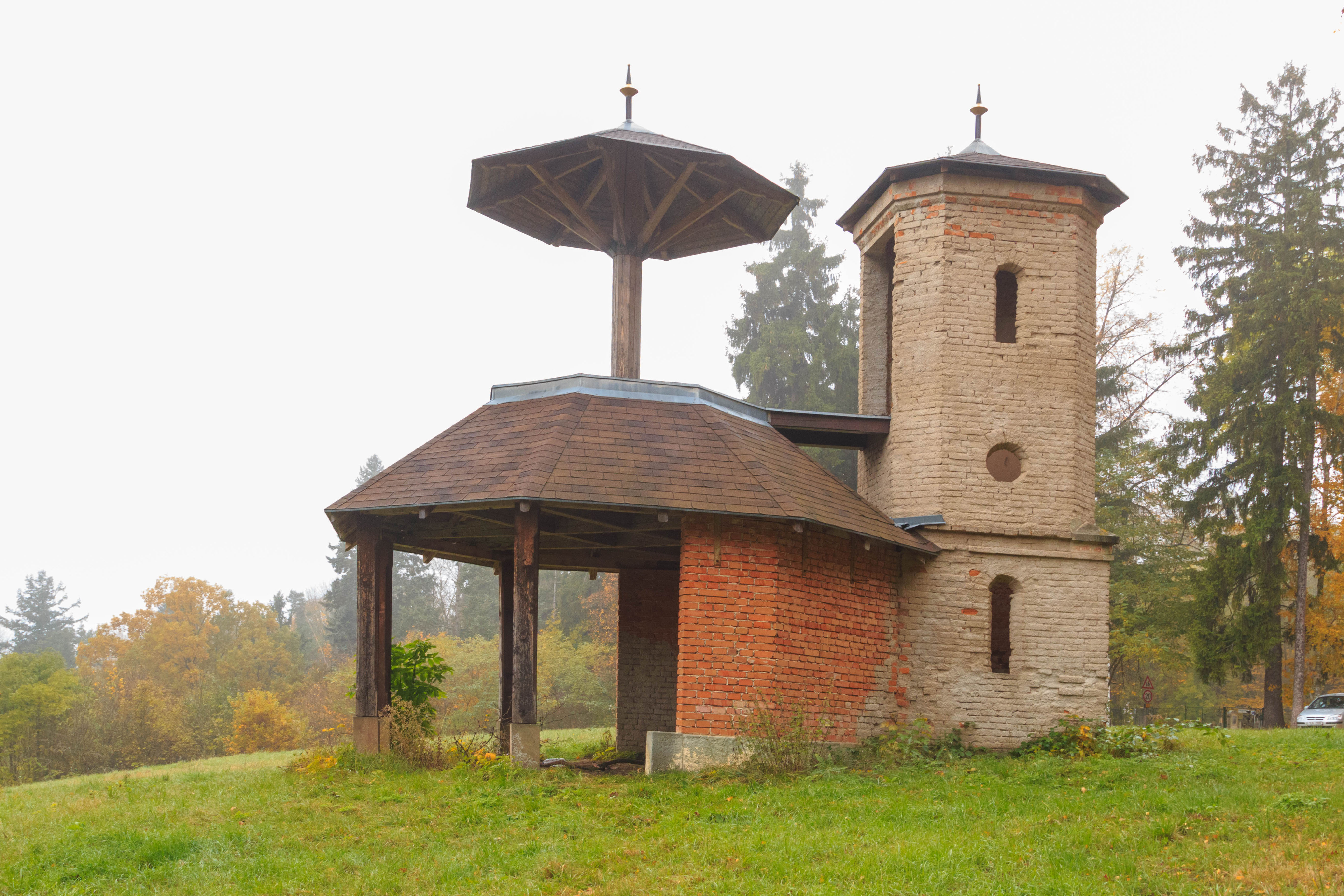
Černíkovice – vyhlídková věž
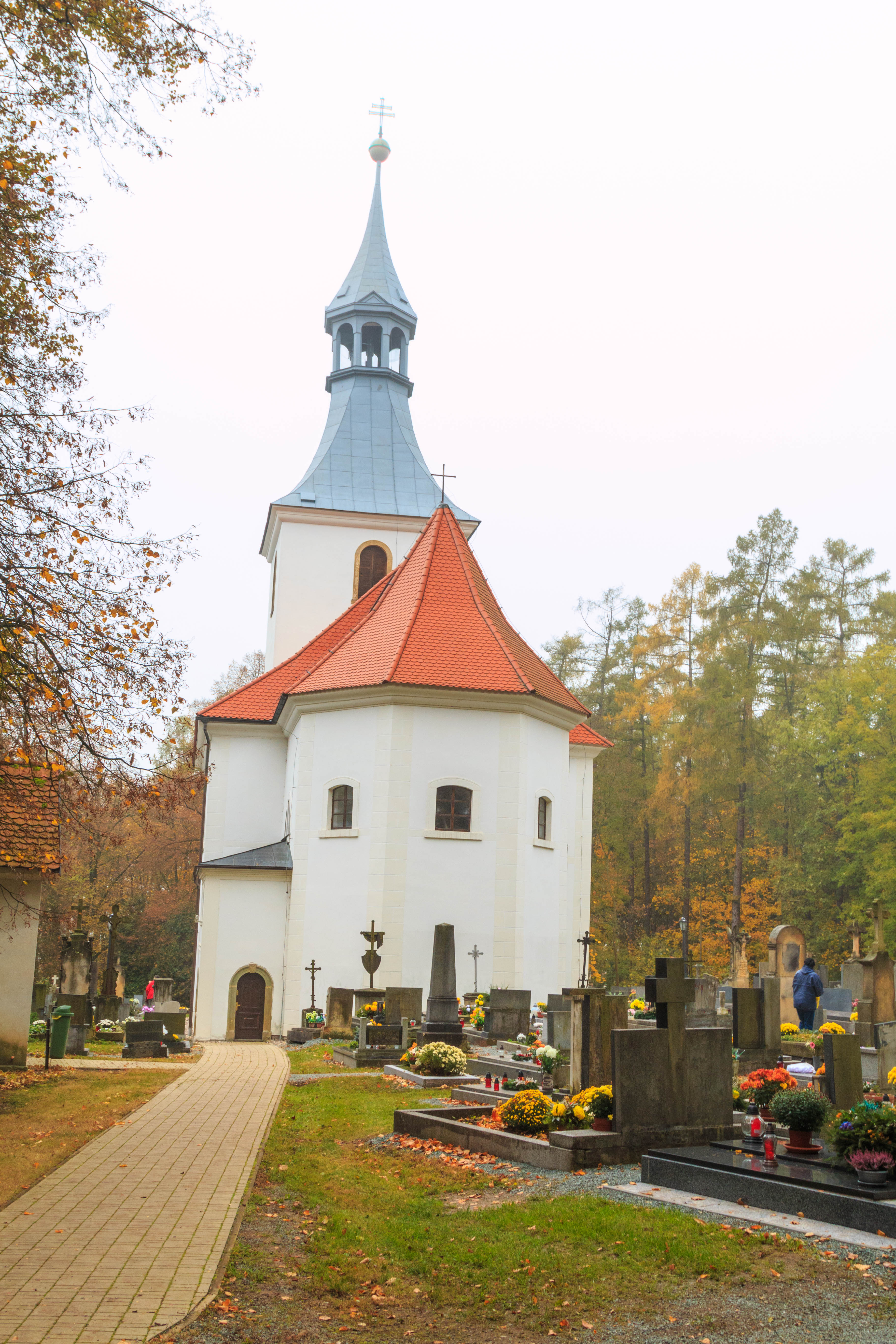
Kostel Povýšení svatého Kříže v Černíkovicích
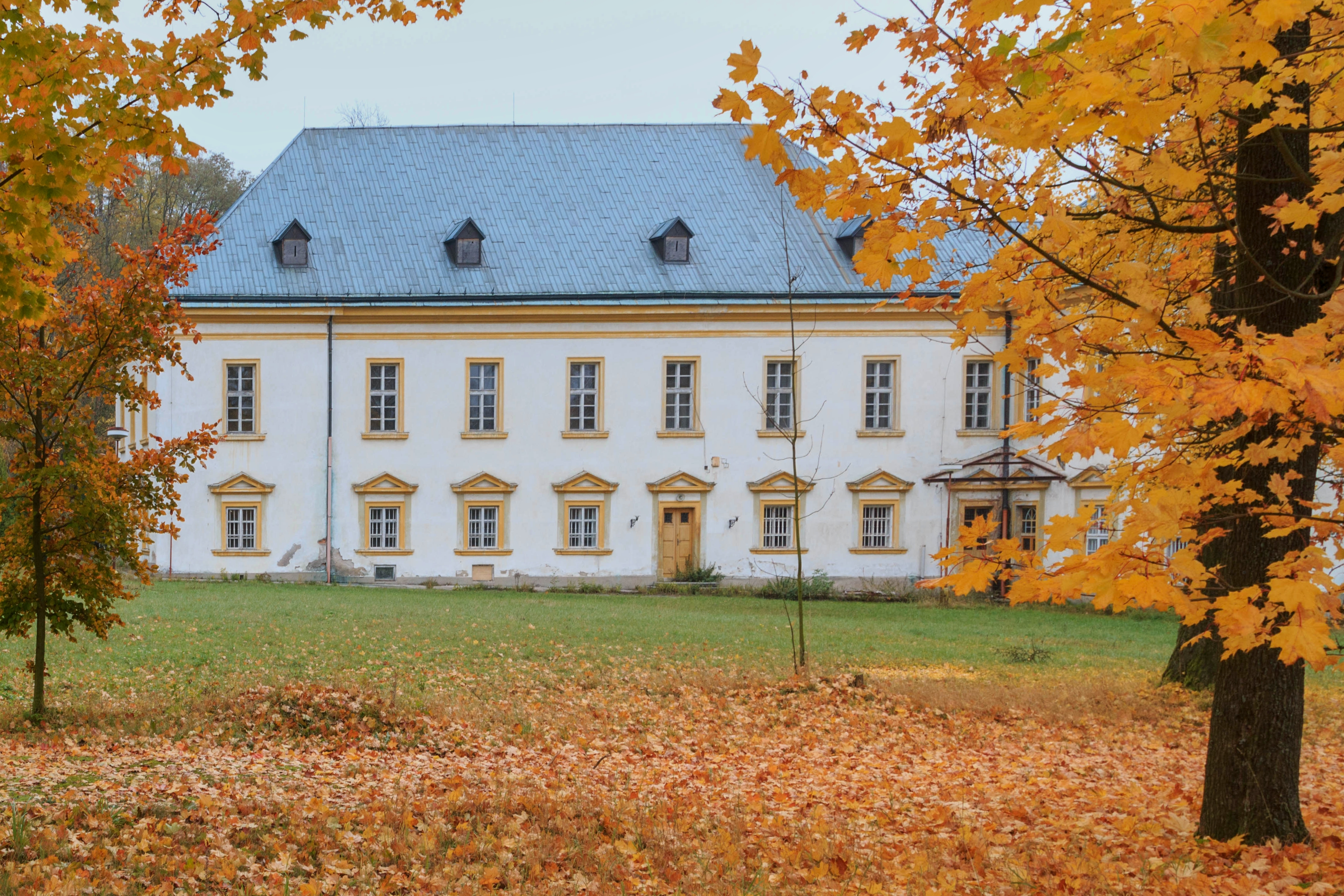
Zámek Černíkovice